# Верхняя Кица
Верхняя Кица — деревня в Виноградовском районе Архангельской области.

## Этимология
Считается, что в древности на этой земле проживала чудская семья Кичизеров, а обжитое место они называли Кича. У поселившихся здесь новгородцев, название трансформировалось в Кица.

## География
Находится в нижнем течении Ваги, на правом берегу. В 1,5 км через реку проходит трасса М-8. До районного центра Двинской Березник 38 км. Напротив Верхней Кицы располагается деревня Мармино. Ниже по течению, примерно в 9 км по берегу, находится деревня Нижняя Кица, напротив которой через реку располагается деревня Березничек и посёлок Важский. Недалеко от деревни проходят границы Шенкурского района.
В 2006—2019 годах входила в состав Кицкого сельского поселения с административным центром в посёлке Важский.

## История
Основано в XII веке новгородскими славянами. Здесь они занимались скотоводством, хлебопашеством, охотой и рыбалкой.
До строительства трассы М-8 (во второй половине XX века) через деревню проходил почтовый тракт Москва—Архангельск, учреждённый в 1693 году Петром I. В Кице была создана земская почтовая станция и постоялый двор. Было развито ямщичество. На лошадях-каргополках возили почту и служилых людей до Усть-Ваги и Усть-Сюмы.
В 1676 году в Горличевском существовал Знаменский приход, в этом же году была образована Кицкая волость, затем переименована в Кицко-Воскресенскую волость. В 1881 году в Кице открыли церковно-приходскую школу, которая помещалась в наёмной квартире. До революции 80 % жителей прихода были неграмотны.
В годы Гражданской войны Кица и соседние сёла и деревни очень сильно пострадали от боевых действий между Красной Армией и интервентами и белыми. Кицко-Воскресенская волость, на территории которой проходили основные бои с зимы по осень 1919 года, пострадала наиболее сильнее всех волостей Шенкурского уезда. Население волости было выселено интервентами и вернулось только весной 1920 г. Из 13 деревень волости половина была сожжена, а четыре наполовину разрушены.
В 1920 году Горличевская волость была в третьем судебном участке Шенкурского уезда. В 1924 году Кицкая волость была упразднена, а Верхняя Кица вошла в состав Шеговарской волости.
В 1920-м образован Кицкий сельский совет Усть-Важской волости Шенкурского уезда (в 1976 перенесён в посёлок Важский). В 1930-е открыты начальная и семилетняя школы, изба-читальня, кооператив, почтовая и судостроительная артель, сельхозартели Новый путь, Ленинский ударник, Серп и молот, Искра (в 1951-м объединены в колхоз Вперёд, который в 1962 году вошёл в состав совхоза Березниковский).

## Население
В 1888 году в селе Горличевском Кицкого прихода проживало 73 мужчины и 74 женщины. В 1905 году в Кице (официальное название Горличевская) — 59 мужчин и 65 женщин. В 2009 году числилось 124 человека, из них 49 пенсионеров. В 2010 году — 116 человек.
| 2002 | 2010 | 2012 |
| ---- | ---- | ---- |
| 134  | ↘116 | ↘93  |